# Liste der Baudenkmäler in Regensburg
Auf dieser Seite sind die Baudenkmäler in der Oberpfälzer Bezirkshauptstadt Regensburg zusammengestellt. Diese Tabelle ist eine Teilliste der Liste der Baudenkmäler in Bayern. Grundlage ist die Bayerische Denkmalliste, die auf Basis des Bayerischen Denkmalschutzgesetzes vom 1. Oktober 1973 erstmals erstellt wurde und seither durch das Bayerische Landesamt für Denkmalpflege geführt wird. Die folgenden Angaben ersetzen nicht die rechtsverbindliche Auskunft der Denkmalschutzbehörde.

## Liste der Baudenkmäler nach Stadtbezirken
In Regensburg gibt es 1350 Baudenkmäler und acht denkmalgeschützte Ensembles (Stand Mai 2025). Daher ist die Liste der Baudenkmäler in Regensburg in Teillisten für die einzelnen Stadtbezirke Regensburgs aufgeteilt, die zusätzlich noch in Ortsteile untergliedert sind. Zwischen den Denkmallisten der Stadtbezirke kann über eine nach den Nummern der Stadtbezirke sortierte Navigationsleiste gewechselt werden.
Siehe auch die Aufstellung  der Stadtbezirke mit Einwohnerzahl und kartographischer Übersicht!
In den Stadtbezirkslisten sind sowohl Einzelbauwerke als auch denkmalgeschützte Ensembles aufgeführt. Einen Überblick über alle Ensembles gibt die Liste der denkmalgeschützten Ensembles in Regensburg.
| Bezirks-Nr. | Denkmalliste nach Stadtbezirk         | Denkmalliste nach Unterbezirk                                                    |
| ----------- | ------------------------------------- | -------------------------------------------------------------------------------- |
| 1           | Innenstadt                            | 01 – Bahnhofsviertel 02 – Westnerwacht 03 – Zentrum 04 – Ostnerwacht 05 – Wöhrde |
| 2           | Stadtamhof                            |                                                                                  |
| 3           | Steinweg-Pfaffenstein                 |                                                                                  |
| 4           | Sallern-Gallingkofen                  |                                                                                  |
| 5           | Konradsiedlung-Wutzlhofen             |                                                                                  |
| 6           | Brandlberg-Keilberg                   |                                                                                  |
| 7           | Reinhausen                            |                                                                                  |
| 8           | Weichs                                |                                                                                  |
| 9           | Schwabelweis                          |                                                                                  |
| 10          | Ostenviertel                          |                                                                                  |
| 11          | Kasernenviertel                       |                                                                                  |
| 12          | Galgenberg                            |                                                                                  |
| 13          | Kumpfmühl-Ziegetsdorf-Neuprüll        |                                                                                  |
| 14          | Großprüfening-Dechbetten-Königswiesen |                                                                                  |
| 15          | Westenviertel                         |                                                                                  |
| 16          | Ober-/Niederwinzer-Kager              |                                                                                  |
| 17          | Oberisling-Leoprechting-Graß          |                                                                                  |
| 18          | Burgweinting-Harting                  |                                                                                  |

## Veröffentlichungen
Die Liste der Baudenkmäler in Regensburg ist Bestandteil der Bayerischen Denkmalliste, die vom Bayerischen Landesamt für Denkmalpflege gepflegt wird.
Im ersten Teil dieser Reihe, welche die Baudenkmäler nach Regierungsbezirken geordnet darstellt, sind die Regensburger Teil des Bandes III über die Oberpfalz. Im dritten Teil, der für die Baudenkmäler jedes Landkreises und jeder Kreisfreien Stadt jeweils einen eigenen Band vorsieht, ist Regensburg der Band VII.37 gewidmet.